# Aduthurai
Aduthurai (o Maruthuvakudi, Aduturai) è una suddivisione dell'India, classificata come town panchayat, di 11.455 abitanti, situata nel distretto di Thanjavur, nello stato federato del Tamil Nadu. In base al numero di abitanti la città rientra nella classe IV (da 10.000 a 19.999 persone).

## Geografia fisica
La città è situata a 11° 1' 60 N e 79° 28' 60 E e ha un'altitudine di 17 m s.l.m..

## Società

### Evoluzione demografica
Al censimento del 2001 la popolazione di Aduthurai assommava a 11.455 persone, delle quali 5.726 maschi e 5.729 femmine. I bambini di età inferiore o uguale ai sei anni assommavano a 1.136, dei quali 591 maschi e 545 femmine. Infine, coloro che erano in grado di saper almeno leggere e scrivere erano 8.669, dei quali 4.720 maschi e 3.949 femmine.